# یانس سورنسن (دوچرخه‌سوار)
یانس سورنسن (انگلیسی: Jens Sørensen؛ زادهٔ ۴ آوریل ۱۹۴۱) دوچرخه‌سوار اهل دانمارک است.